# Humbertiella indica
Humbertiella indica är en bönsyrseart som beskrevs av Henri Saussure 1869. Humbertiella indica ingår i släktet Humbertiella och familjen Liturgusidae. Inga underarter finns listade i Catalogue of Life.